# Angelica maximowiczii
Angelica maximowiczii là một loài thực vật có hoa trong họ Hoa tán. Loài này được (F.Schmidt) Benth. ex Maxim. mô tả khoa học đầu tiên năm 1874.